# Rob Edwards
Robert Owen Edwards, detto Rob Edwards (Madeley, 25 dicembre 1982), è un allenatore di calcio ed ex calciatore gallese attuale tecnico del Middlesbrough Football Club.

## Carriera

### Calciatore
Durante la sua carriera ha giocato quindici partite con la maglia della nazionale gallese.

### Allenatore
Dopo alcune esperienze minori, l'11 maggio 2022 è stato annunciato come nuovo allenatore del Watford; il 26 settembre successivo è stato esonerato e sostituito da Slaven Bilić. Passa poi al Luton ottenendo la promozione in Premier League. Nel 2023-2024 arriva terzultimo in massima serie e retrocede.

## Statistiche

### Statistiche da allenatore
Statistiche aggiornate al 1 luglio 2024; in grassetto le competizioni vinte.
| Stagione          | Squadra           | Campionato        | Campionato | Campionato | Campionato | Campionato | Coppe nazionali | Coppe nazionali | Coppe nazionali | Coppe nazionali | Coppe nazionali | Coppe continentali | Coppe continentali | Coppe continentali | Coppe continentali | Coppe continentali | Altre coppe | Altre coppe | Altre coppe | Altre coppe | Altre coppe | Totale | Totale | Totale | Totale | % Vittorie | Piazzamento |
| Stagione          | Squadra           | Comp              | G          | V          | N          | P          | Comp            | G               | V               | N               | P               | Comp               | G                  | V                  | N                  | P                  | Comp        | G           | V           | N           | P           | G      | V      | N      | P      | %          | Piazzamento |
| ----------------- | ----------------- | ----------------- | ---------- | ---------- | ---------- | ---------- | --------------- | --------------- | --------------- | --------------- | --------------- | ------------------ | ------------------ | ------------------ | ------------------ | ------------------ | ----------- | ----------- | ----------- | ----------- | ----------- | ------ | ------ | ------ | ------ | ---------- | ----------- |
| gen. 2017         | Wolverhampton     | FLC               | 1          | 0          | 1          | 0          | FACup+CdL       | -               | -               | -               | -               | -                  | -                  | -                  | -                  | -                  | -           | -           | -           | -           | -           | 1      | 0      | 1      | 0      | &0,00      | Ad Interim  |
| 2017-2018         | Telford Utd       | NLN               | 42         | 16         | 5          | 21         | FACup           | 3               | 2               | 0               | 1               | -                  | -                  | -                  | -                  | -                  | FAT         | 2           | 1           | 0           | 1           | 47     | 19     | 5      | 23     | 40,43      | 14º         |
| 2021-2022         | Forest Green      | FL2               | 46         | 23         | 15         | 8          | FACup+CdL       | 1+2             | 0+0             | 0+1             | 1+1             | -                  | -                  | -                  | -                  | -                  | FLT         | 4           | 1           | 3           | 0           | 53     | 24     | 19     | 10     | 45,28      | 1º (prom.)  |
| ago.-set. 2022    | Watford           | FLC               | 10         | 3          | 5          | 2          | FACup+CdL       | 4+0             | 0               | 0               | 1               | -                  | -                  | -                  | -                  | -                  | -           | -           | -           | -           | -           | 11     | 3      | 5      | 3      | 27,27      | Eson.       |
| nov. 2022-2023    | Luton Town        | FLC               | 25+3       | 14+2       | 8+0        | 3+1        | FACup+CdL       | 4+0             | 1+0             | 2+0             | 1+0             | -                  | -                  | -                  | -                  | -                  | -           | -           | -           | -           | -           | 32     | 17     | 10     | 5      | 53,13      | 3º (prom.)  |
| 2023-2024         | Luton Town        | PL                | 38         | 6          | 8          | 24         | FACup+CdL       | 5+2             | 2+1             | 2+0             | 1+1             | -                  | -                  | -                  | -                  | -                  | -           | -           | -           | -           | -           | 45     | 9      | 10     | 26     | 20,00      | 18° (retr.) |
| 2024-2025         | Luton Town        | FLC               | 22         | 7          | 4          | 11         | FACup+CdL       | 0+1             | 0               | 1               | 0               | -                  | -                  | -                  | -                  | -                  | -           | -           | -           | -           | -           | 23     | 7      | 5      | 11     | 30,43      | in corso    |
| Totale Luton Town | Totale Luton Town | Totale Luton Town | 89         | 29         | 21         | 39         |                 | 11              | 4               | 4               | 3               |                    | -                  | -                  | -                  | -                  |             | 6           | 2           | 3           | 1           | 90     | 33     | 21     | 42     | 36,67      |             |
| Totale carriera   | Totale carriera   | Totale carriera   | 188        | 72         | 47         | 69         |                 | 18              | 6               | 5               | 7               |                    | -                  | -                  | -                  | -                  |             | 6           | 2           | 3           | 1           | 211    | 80     | 54     | 77     | 37,91      |             |

## Palmarès
- Campionato inglese di quarta divisione: 1

Forest Green: 2021-2022